# Brilliance H530
La Brilliance H530 è un'autovettura prodotta dalla casa automobilistica cinese Brilliance dal 2011.

## Descrizione

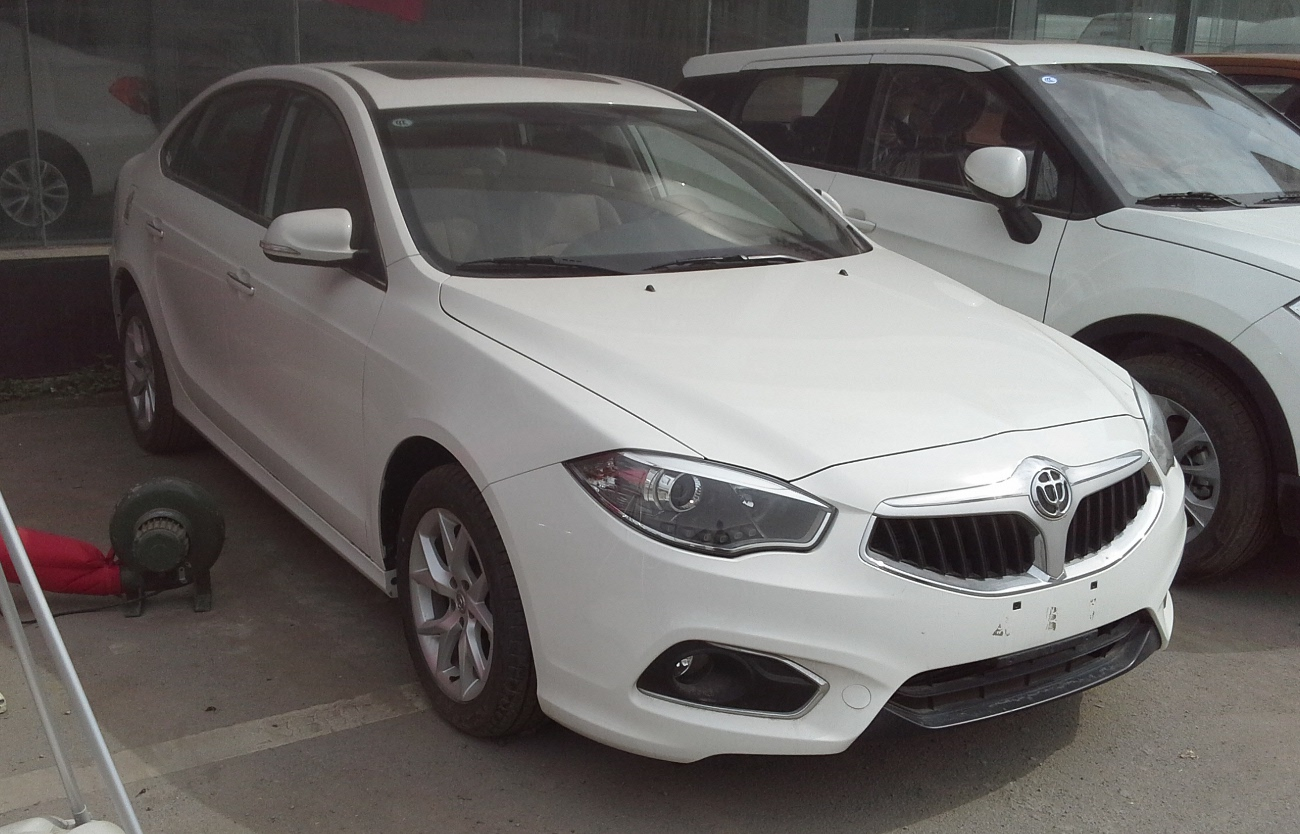
Brilliance H530 restyling 2014

È una berlina medio-grande di segmento D che si posiziona sopra la Brilliance H330. La concept car originale era chiamata 530 e debuttò al salone di Shanghai nell'aprile 2011, mentre la versione di serie, ribattezzata H530, è stata ufficialmente introdotta sul mercato cinese il 29 agosto 2011.
La H530 ha subito un restyling che ha debuttato al salone di Pechino 2014. L'aggiornamento ha introdotto una nuova griglia, nuovi fari e nuovi paraurti anteriori e posteriori. La versione restyling è stata lanciata sul mercato cinese a fine di aprile 2014.